# Louang Namtha
Louang Namtha (Luang Namtha ou Luang Nam Tha, en lao ຫລວງນໍ້າທາ) est une ville du Nord-Ouest du Laos, capitale de la province de Luang Namtha.

## Géographie et transports
La ville tient son nom de la Nam Tha, un affluent du Mékong au bord de laquelle elle se trouve, et qui permet de l'atteindre aux hautes eaux. Elle est reliée par la route nationale n°3 à la frontière thaïlandaise à Houei Sai (197 km) et à la frontière chinoise, au xian de Mengla (60 km). Elle possède aussi un petit aéroport, accueillant des vols intérieurs.

## Démographie
En 2015, la population de la ville est de 28 551 habitants. Elle est constituée de membres des ethnies des villages environnants, de quelques Laos des plaines, et d'une forte immigration chinoise récente.

## Galerie

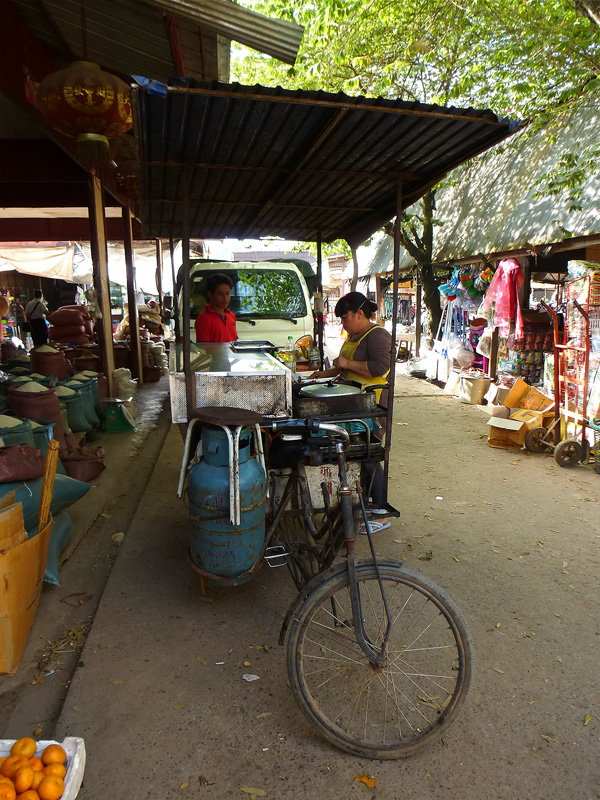
Marché de jour
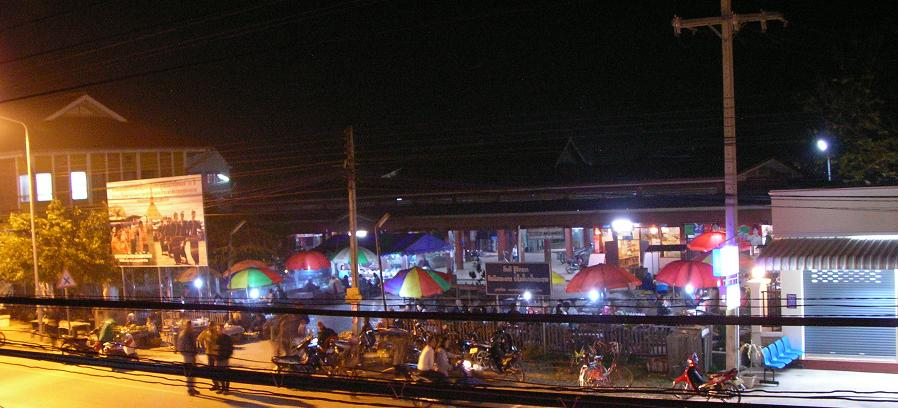
Marché de nuit
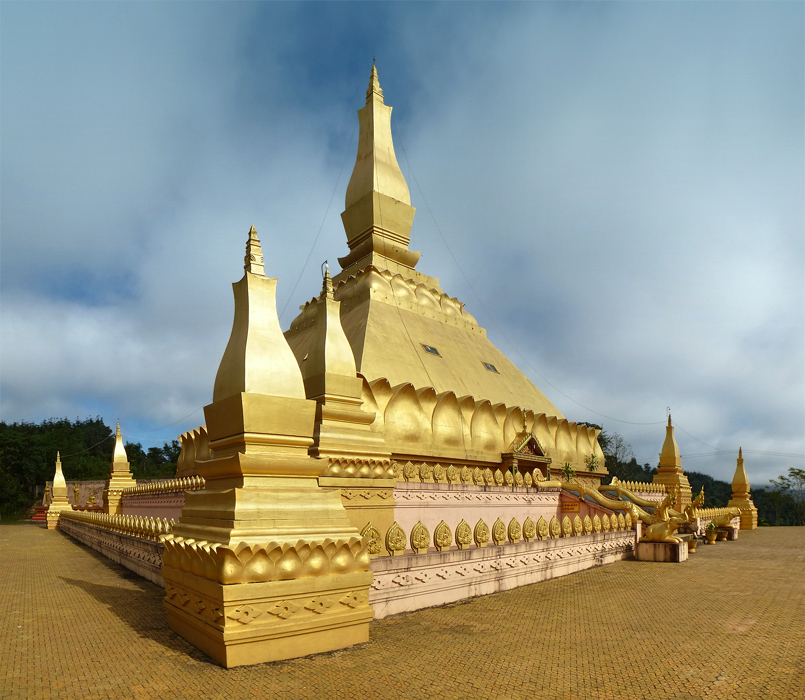
Le stupa de Louang Namtha
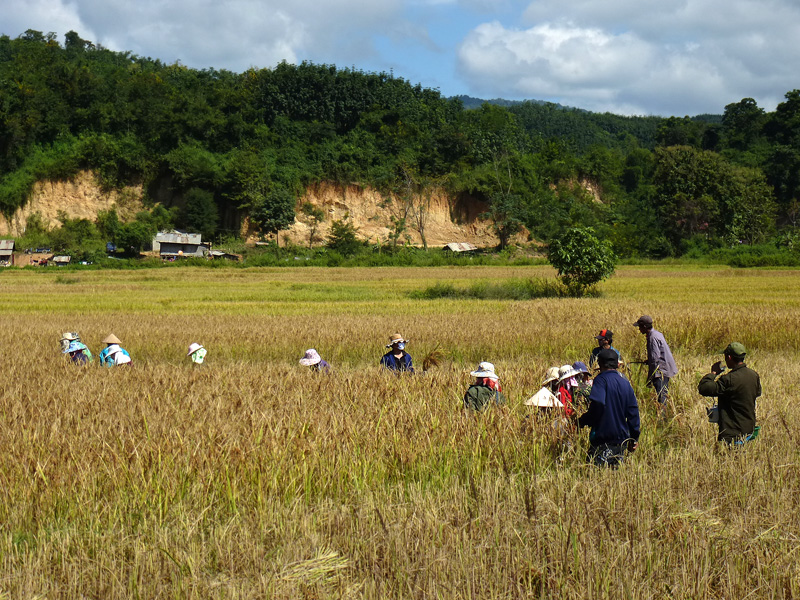
Moissons
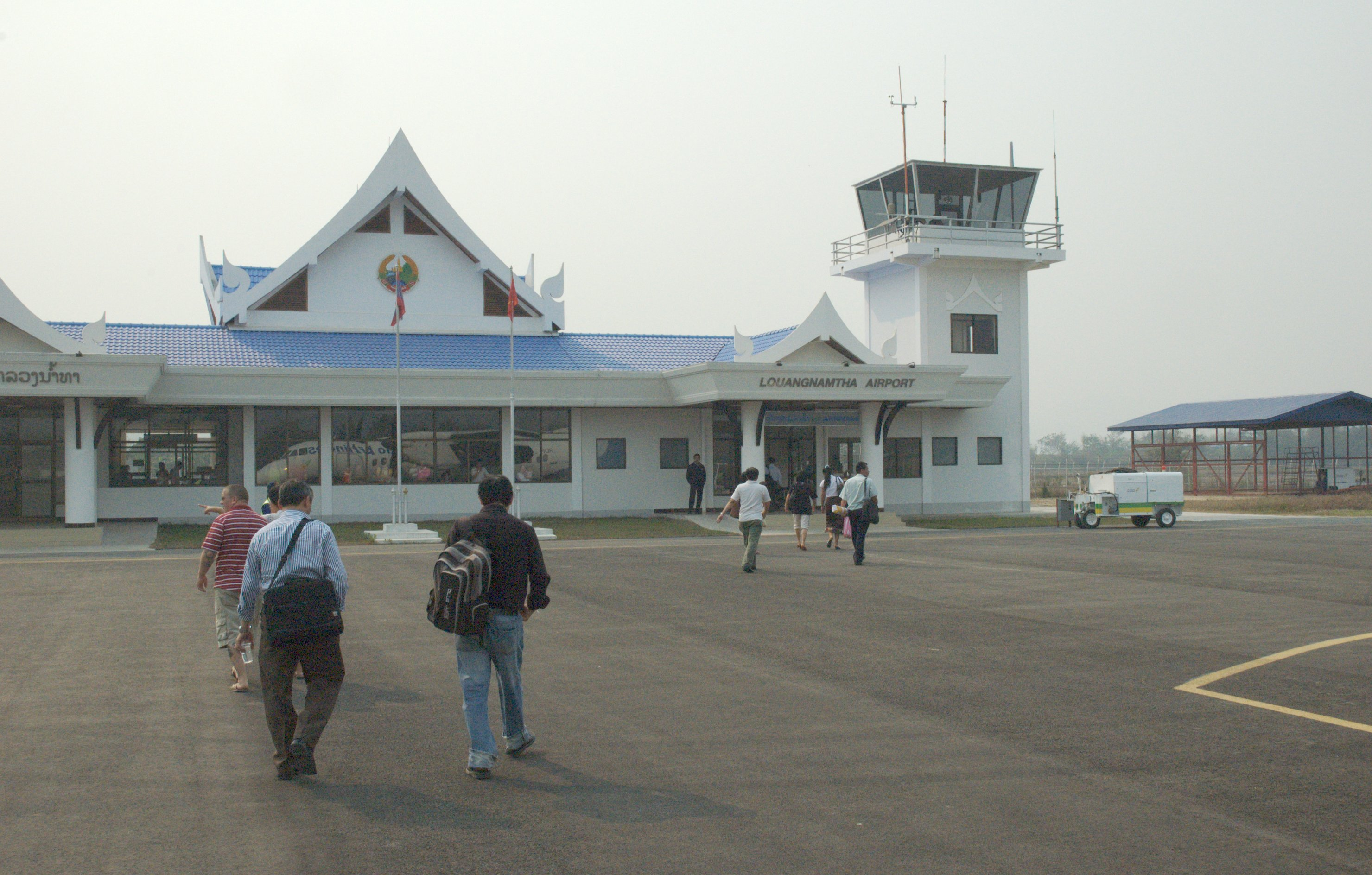
Aéroport de Louang Namtha
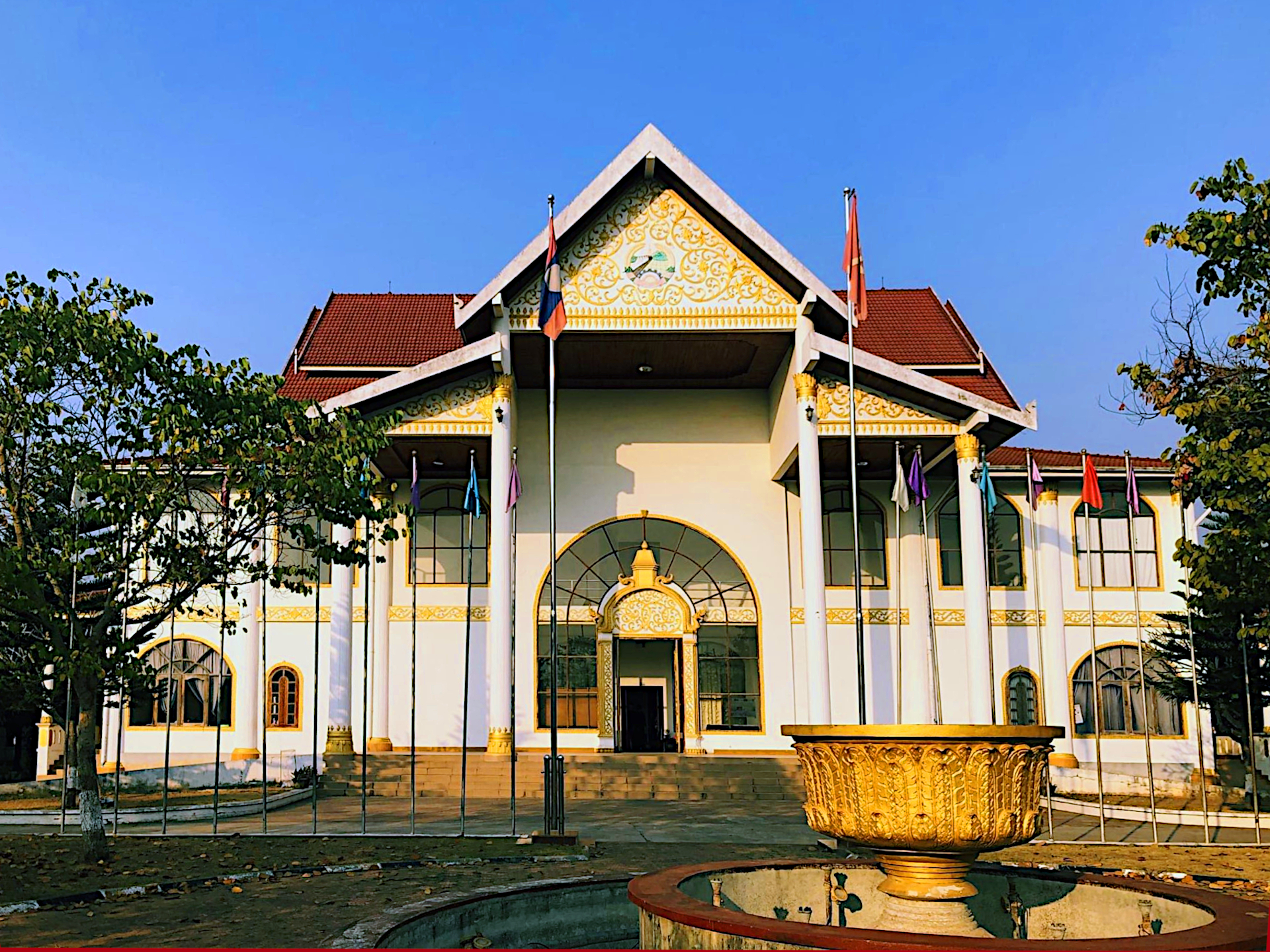
Musée de Louang Namtha